# In Spite of All the Danger
«In Spite of All the Danger» es una de las primeras canciones creadas por Paul McCartney, acreditada también a George Harrison. En una grabación histórica, fue registrada en 1958 en un único disco por The Quarry Men, banda que posteriormente se convertiría en The Beatles, integrada por John Lennon (guitarra y primera voz), Paul McCartney (guitarra y primera voz), George Harrison (guitarra y coros), John Duff Lowe (piano) y Colin Hanton (batería). El disco fue preservado casi por casualidad por Lowe, hasta que McCartney supo de su existencia en 1981 y se lo compró. La versión grabada en 1958, fue lanzada públicamente en 1995, en el álbum Anthology 1 de Los Beatles, con un recorte de 30 segundos.

## Historia
Cuando aún era un adolescente, John Lennon había formado en 1956 un grupo de skiffle llamado The Quarry Men, con algunos compañeros suyos de colegio, en Liverpool. Con posterioridad varios miembros cambiaron, ingresando entre otros Paul McCartney y George Harrison, cuando tenían quince y catorce años, respectivamente. A comienzos de 1958 la banda estaba integrada por Lennon (guitarra rítmica y primera voz), McCartney (guitarra rítmica y primera voz), Harrison (primera guitarra y coros), John Lowe (piano) y Colin Hanton (batería). 
En marzo de 1958, Paul le presentó por primera vez al grupo un tema propio, con el título de «In Spite of All the Danger» (A pesar del peligro). Se trata de una canción de amor, en la que el cantante le ofrece a su enamorada hacer cualquier cosa que ella quiera, si ella es auténtica con él. Tocar un tema propio significaba una enorme ruptura musical, no solo para la banda, sino para las bandas musicales que proliferaban en Liverpool.

Fue impresionante. No solo había sido escrita por Paul, sino que además era realmente buena. Me gustaba. Sonaba como una canción que Elvis podría cantar. No dije nada en ese momento, pero por dentro estaba asombrado. Era prueba del talento de Paul y de la creciente ambición suya y de John.
Colin Hanton

McCartney ha declarado que «In Spite of All the Danger» fue escrita imitando el estilo de una canción de Elvis Presley que había escuchado en el campamento scout al que había asistido el verano anterior. Fue una de las dos primeras canciones compuestas por McCartney, junto a «I Lost My Little Girl». Esta última también fue ensayada por The Quarry Men, pero nunca la estrenaron porque Paul sentía que no era suficientemente buena.
Cuando se acercaba la mitad de 1958, George Harrison se enteró de que el guitarrista Johnny Byrne, del grupo de Rory Storm, había grabado un disco en un pequeño sello de Liverpool llamado Kensington, que era propiedad de Percy Phillips. El costo era de 17 chelines y seis peniques, que significaba una suma de importancia, sobre todo para adolescentes de entonces. Luego de reunir el dinero (3 chelines y 6 peniques cada uno), la grabación fue agendada para el sábado 12 de julio de 1958 (más probablemente), o el lunes 14 de julio (la fecha exacta está discutida).
Cuando Lennon, McCartney, Harrison, Lowe y Hanton llegaron, se sorprendieron de cuán pequeño y técnicamente primario era el lugar, que poseía sólo un micrófono en el centro de la habitación y una máquina grabadora de discos de goma laca (también llamados de pasta, o de acetato). Al llegar Phillips les aclaró que para realizar la grabación en una cinta analógica, que pudiera ser editada y luego transferida disco de acetato de 78 RPM, debían pagar una libra, que significaba un adicional de 2 chelines y 6 peniques respecto del dinero que habían juntado. Pero los jóvenes no tenían ese dinero y por ello la grabación se efectuó directamente sobre el disco.
Como lado A grabaron un éxito de su admirado Buddy Holly, «That'll Be the Day», y como lado B grabaron «In Spite of All the Danger», que en ese momento fue acreditado a Paul McCartney, compartiendo la autoría con George Harrison, debido al solo de guitarra que contiene, creado por este último. Una placa ubicada en la pared exterior del edificio, en la calle Kensington 38 de Liverpool, recuerda aquella histórica grabación.

## Recuperación del disco
Realizada la grabación, los jóvenes se llevaron el disco y pactaron tenerlo una semana cada uno, comenzando por John. 
Tres días después de la grabación, cuando el disco estaba en poder de John, sucedió el accidente automovilístico en el que murió su madre, Julia. 
El disco pasó luego los demás integrantes del grupo: Paul, George y finalmente Colin Hanton. Hanton a su vez se lo prestó a su amigo Charlie Roberts, quien lo mantuvo en su poder sin darse cuenta varios años, hasta que su esposa Sandra lo encontró en la década de 1960 entre varios discos viejos de los que pensaba deshacerse. Roberts se lo devolvió a Hanton, quien a su vez se lo dio a Duff Lowe, cuya esposa lo guardó en una cómoda. En 1981 McCartney descubrió que Lowe tenía ese disco en su posesión y se lo compró, para luego restaurarlo y hacer varias copias. En 1995 el disco fue difundido mundialmente al ser reeditado en el álbum Anthology 1, pero recortando 30 segundos de los tres minutos y veinticinco segundos de la grabación original.
La preservación de un único disco grabado por Los Quarry Men, tocando una de las primeras canciones de Paul McCartney, con la participación de tres de los cuatro beatles, ha sido considerada milagrosa. Entre enero y mayo de 1960 John, Paul y George grabaron otro disco en el estudio de Percy Phillips, que incluía «One After 909», uno de los primeros temas compuestos por John Lennon. De este último disco no existen rastros.
En 2004, la revista Record Collector estimó el valor de la grabación original en £100.000, mientras las segundas copias de McCartney valen unas £10.000.

## Anthology 1y versiones
"In Spite of All the Danger" no fue publicada hasta 1995, cuando aparece en Anthology 1 junto "That'll Be the Day". La versión de Anthology (2:44) es un poco más corta que la original sin editar (3:25).
Paul McCartney la interpretó en su gira de 2005, otra vez durante 2017 en la gira One On One Tour, y en 2019 en el tour freshen up.
La canción puede verse en la película biográfica del 2009 Nowhere Boy interpretada por Aaron Taylor-Johnson.

## Personal
- John Lennon - voz, guitarra rítmica - Gallotone Champion.
- Paul McCartney- guitarra rítmica - Zenith Model 17, voces.
- George Harrison - guitarra solista - Höfner President.
- John Lowe - piano
- Colin Hanton - batería